# Ängmossen
Ängmossen este o arie protejată (arie specială de conservare — SAC, sit de importanță comunitară — SCI, arie de protecție specială avifaunistică — SPA) din Suedia întinsă pe o suprafață de 69,4 ha, integral pe uscat.

## Localizare
Centrul sitului Ängmossen este situat la coordonatele 57°29′43″N 16°19′27″E / 57.4953°N 16.3242°E.

## Înființare
Situl Ängmossen a fost declarat sit de importanță comunitară în ianuarie 1998 pentru a proteja 5 specii de animale. Alte tipuri de protecție:
- arie de protecție specială avifaunistică (în ianuarie 1998)[2]
- arie specială de conservare (în martie 2011)[1][3][4]

## Biodiversitate
Situată în ecoregiunea boreală, aria protejată conține 3 habitate naturale: Mlaștini turboase de tranziție și turbării mișcătoare, Taiga vestică, Mlaștini împădurite.
La baza desemnării sitului se află mai multe specii protejate de  păsări (5): minunița (Aegolius funereus), caprimulg (Caprimulgus europaeus), ciocănitoare neagră (Dryocopus martius), cocor (Grus grus), vultur pescar (Pandion haliaetus).